# The Journal of Clinical Endocrinology and Metabolism
The Journal of Clinical Endocrinology and Metabolism, abgekürzt als J. Clin. Endocrinol. Metab., ist eine wissenschaftliche Fachzeitschrift, die von der Endocrine Society veröffentlicht wird. Die erste Ausgabe erschien 1941 unter dem Namen Journal of Clinical Endocrinology, der 1952 in den jetzt gültigen geändert wurde. Derzeit erscheint die Zeitschrift monatlich. Es werden Original- und Übersichtsartikel aus den klinischen Bereichen Endokrinologie und Metabolismus veröffentlicht.
Der Impact Factor lag im Jahr 2014 bei 6,209. Nach der Statistik des ISI Web of Knowledge wird das Journal mit diesem Impact Factor in der Kategorie Endokrinologie und Metabolismus an 15. Stelle von 128 Zeitschriften geführt.
Chefherausgeber ist R. Paul Robertson.